# Forgaria nel Friuli
Forgaria nel Friuli ist eine italienische Gemeinde in der Region Friaul-Julisch Venetien mit 1689 Einwohnern (Stand 31. Dezember 2023).

## Geografie
Das Gemeindegebiet von Forgaria liegt in der Venezianischen Tiefebene im Einzugsgebiet des Tagliamento. Die Gemeinde ist der Area Geografica: Bacino Idrografico del Fiume Tagliamento zugeordnet und gehört folgenden Verbänden und Organisationen an: Comunità Montana del Gemonese Can al del Ferro Val Canale, Unione Comuni della Val d’Arzino, Regione Agraria n. 2 – Carnia Orientale, Area Minoranza Linguistica Friulana.
Ortsteile sind Cornino, San Rocco, Flagogna und Monteprat. Bei Flagogna liegt der Haltepunkt Forgaria-Bagni Anduins an der Bahnstrecke Gemona del Friuli–Sacile.
Die Gemeinde hat 1893 Einwohner und grenzt an die Gemeinden Majano, Osoppo, Pinzano al Tagliamento, Ragogna, San Daniele del Friuli, Trasaghis und Vito d’Asio.

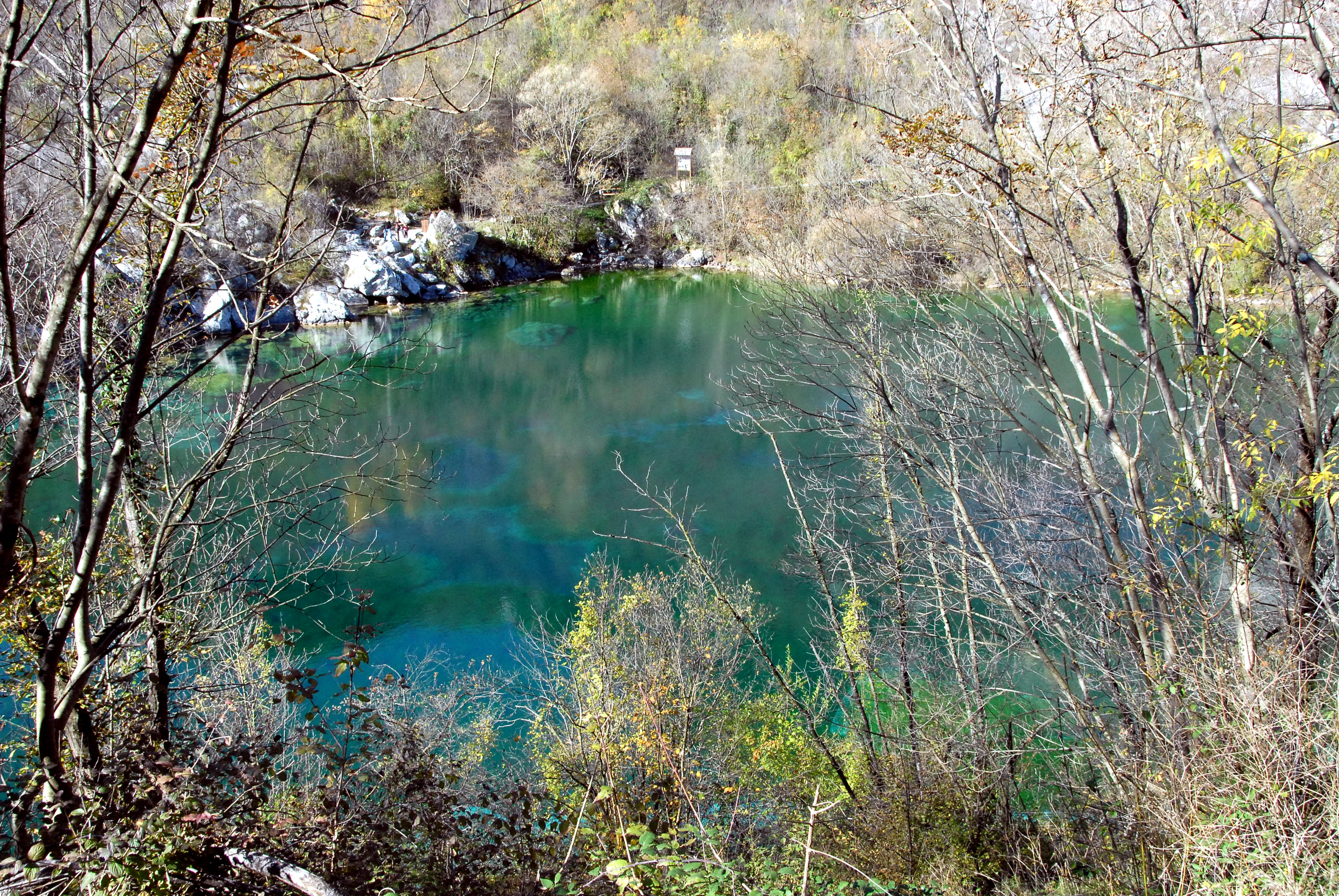
Lago di Cornino

## Sehenswürdigkeiten
Im Ortsteil Flagogna gibt es Ruinen einer langobardischen Burg, beim Castel Raimondo im Hauptort haben Grabungen seit 1988 Siedlungskontinuität seit dem 4. Jahrhundert v. Chr. nachgewiesen.
Um den See von Cornino ist ein Naturschutzgebiet ausgewiesen. Zur Fauna gehören zahlreiche Greifvögel, in einem besonderen Projekt wurden solche angesiedelt.